# Antónis Antoniádis
Antónis Antoniádis (en grec : Αντώνης Αντωνιάδης), né le 25 mai 1946 à Xanthi, fut l'un des plus grands buteurs du football grec de l'après-guerre.

## Biographie
Il commença sa carrière à Aspida Xanthi (ancêtre du Skoda Xanthi), avant d'être transféré au Panathinaïkos.
Antonis Antoniadis inscrivit son premier but en match officiel avec Panathinaïkos, le 27 octobre 1968, lors d'un match contre Apollon Smyrnis.
Il marqua 187 buts en 241 matchs officiels de championnat grec, et remporta à 5 reprises le titre de meilleur buteur du championnat (1970, 1972, 1973, 1974, 1975).
Lorsque Panathinaïkos atteint la finale de la Coupe des clubs champions européens 1970-1971, il termine meilleur buteur de la compétition, avec 10 buts.
Lors de l'été 1978, il fut transféré à Olympiakos Le Pirée, où il disputa 13 matchs et inscrivit 7 buts, avant de partir pour le club d'Atromitos FC.
Avant de mettre un terme à sa carrière, il prend la tête du syndicat des joueurs grecs de football le 20 octobre 1980, et à ce jour, il est toujours à la tête de ce syndicat.
Il finit sa carrière en 1982 dans le club de ses grands débuts, le Panathinaïkos.
Très bon joueur de la tête, il possédait également un tir très puissant.
Il fut sélectionné à 22 reprises (6 buts) en équipe nationale, entre 1970 et 1977.

## Carrière
- 1965-68 :  Aspida Xanthi
- 1968-78 :  Panathinaïkos
- 1978-79 :  Olympiakos Le Pirée
- 1979-81 :  Atromitos Athènes
- 1981-82 :  Panathinaïkos

## Distinctions personnelles
- Meilleur buteur de la Coupe d'Europe des Clubs Champions 1971 avec 10 buts